# Anna Sophie Kümpel
Anna Sophie Kümpel (* 16. März 1989) ist eine deutsche Kommunikationswissenschaftlerin. Seit Oktober 2024 ist sie Inhaberin des Lehrstuhls für Kommunikationswissenschaft mit dem Schwerpunkt Medienrezeption und Medienwirkungen an der Ludwig-Maximilians-Universität München.

## Werdegang
Kümpel schloss 2008 ihr Abitur am Humboldt-Gymnasium Potsdam ab. Von 2008 bis 2011 absolvierte sie ein Bachelorstudium der Kommunikationswissenschaft und Soziologie an der Ludwig-Maximilians-Universität München, es folgte von 2011 bis 2013 ein Masterstudium der Kommunikationswissenschaft. Für ihre Bachelorarbeit zum Thema Medienkompetenz und ihre Masterarbeit zur Wirkung von „Videospiele(r)n in der Berichterstattung“ wurde sie jeweils mit dem Best Thesis Award des Instituts für Kommunikationswissenschaft und Medienforschung ausgezeichnet.
Ab Oktober 2013 war Kümpel als wissenschaftliche Mitarbeiterin am Lehrbereich von Hans-Bernd Brosius an der LMU München tätig. Im Juni 2018 wurde sie mit einer Dissertation zur Nachrichtenrezeption auf Facebook zur Doktorin der Sozialwissenschaften promoviert. Zum Oktober 2018 wechselte sie als Postdoktorandin und Akademische Rätin auf Zeit an den Lehrbereich von Diana Rieger, wo sie bis August 2020 in Forschung und Lehre tätig war. Als Gastwissenschaftlerin absolvierte sie Anfang 2019 einen Forschungsaufenthalt bei Nicole Ellison an der University of Michigan.
Im September 2020 wurde Kümpel Juniorprofessorin für Kommunikationswissenschaft mit dem Schwerpunkt Digitale Medien und die Methoden ihrer Erforschung am Institut für Kommunikationswissenschaft der Technischen Universität Dresden. Zum Oktober 2024 folgte sie dem Ruf auf den Lehrstuhl für Kommunikationswissenschaft mit dem Schwerpunkt Medienrezeption und Medienwirkungen an ihre Alma Mater.

## Forschungstätigkeit
Kümpels Forschungsschwerpunkte liegen in den Bereichen der Medienrezeptions- und wirkungsforschung, der digitalen und politischen Kommunikation sowie in den Methoden der empirischen Sozialforschung. In ihrer Forschung untersucht sie insbesondere die Wahrnehmung und Nutzung von Nachrichten und Informationen in algorithmischen Medienumgebungen, vor allem in sozialen Medien. Zudem beschäftigt sie sich mit Inzivilität und Hate Speech sowie der Entwicklung neuer Methoden zur Erforschung der Nutzung digitaler Medien.

## Mitgliedschaften (Auswahl)
- seit Januar 2020: Mitglied des Editorial Boards für Digital Journalism von Taylor & Francis
- Februar 2021 bis Januar 2023: Mitglied des Beirates für Medien & Kommunikationswissenschaft von Nomos
- seit November 2022: Mitglied im Wissenschaftsbeirat für das Projekt The Austrian News Media Infrastructure der Österreichischen Akademie der Wissenschaften
- seit April 2024: Mitglied des Editorial Boards für Communication Theory der Oxford Academy

## Schriften (Auswahl)
- Nachrichtenrezeption auf Facebook: Vom beiläufigen Kontakt zur Auseinandersetzung. (= Dissertation) Springer VS, Wiesbaden 2019, ISBN 978-3-658-24228-2.
- mit Diana Rieger: Wandel der Sprach- und Debattenkultur in sozialen Online-Medien: Ein Literaturüberblick zu Ursachen und Wirkungen von inziviler Kommunikation. Konrad-Adenauer-Stiftung, Berlin 2019, ISBN 978-3-95721-546-8.
- mit Christina Peter, Anna Schnauber-Stockmann und Frank Mangold: Nachhaltigkeit als Gegenstand und Zielgröße der Rezeptions- und Wirkungsforschung: Aktuelle Studien und Befunde. Nomos, Baden-Baden 2022, ISBN 978-3-8487-8221-5.